# Ніколсон Тауншип (округ Вайомінг, Пенсільванія)
Ніколсон Тауншип (англ. Nicholson Township) — селище (англ. township) в США, в окрузі Вайомінг штату Пенсільванія. Населення — 1265 осіб (2020).

## Демографія
Згідно з переписом 2010 року, у селищі мешкало 1385 осіб у 573 домогосподарствах у складі 393 родин. Було 695 помешкань
Расовий склад населення:
| - 98,3 % — білих - 0,5 % — чорних або афроамериканців - 0,4 % — корінних американців - 0,3 % — азіатів |

До двох чи більше рас належало 0,5 %. Частка іспаномовних становила 0,9 % від усіх жителів.
За віковим діапазоном населення розподілялося таким чином: 19,5 % — особи молодші 18 років, 64,5 % — особи у віці 18—64 років, 16,0 % — особи у віці 65 років та старші. Медіана віку мешканця становила 45,9 року. На 100 осіб жіночої статі у селищі припадало 104,6 чоловіків;  на 100 жінок у віці від 18 років та старших — 105,7 чоловіків також старших 18 років.
Середній дохід на одне домашнє господарство  становив 61 011 долар США (медіана — 49 244), а середній дохід на одну сім'ю — 72 217 доларів (медіана — 63 869). За межею бідності перебувало 8,7 % осіб, у тому числі 18,8 % дітей у віці до 18 років та 5,0 % осіб у віці 65 років та старших.
Цивільне працевлаштоване населення становило 702 особи. Основні галузі зайнятості: освіта, охорона здоров'я та соціальна допомога — 22,2 %, виробництво — 16,7 %, роздрібна торгівля — 12,5 %, науковці, спеціалісти, менеджери — 9,0 %.